# Xian de Yunlong
Pour les articles homonymes, voir Yunlong.
Le xian de Yunlong (云龙县 ; pinyin : Yúnlóng Xiàn) est un district administratif de la province du Yunnan en Chine. Il est placé sous la juridiction de la préfecture autonome bai de Dali.

## Démographie
La population du district était de 197 859 habitants en 1999.